# Rubus atrebatum
Rubus atrebatum är en rosväxtart som beskrevs av Newton. Rubus atrebatum ingår i släktet rubusar, och familjen rosväxter. Inga underarter finns listade i Catalogue of Life.